# 新托爾滕
新托爾滕是智利的城鎮，位於該國中部托爾滕河口附近，由阿勞卡尼亞大區負責管轄，始建於1866年，面積860平方公里，海拔高度10米，2002年人口11,216。